# Hypena taiwana
Hypena taiwana är en fjärilsart som beskrevs av Alfred Ernest Wileman och South 1917. Hypena taiwana ingår i släktet Hypena och familjen nattflyn. Inga underarter finns listade i Catalogue of Life.